# Florence Birchenough
Florence Ethel Birchenough (ur. 13 stycznia 1894 w Londynie, zm. 3 lipca 1973 tamże) – brytyjska lekkoatletka, specjalizująca się głównie w konkurencjach rzutowych.
Uprawiała różne konkurencje lekkoatletyczne: pchnięcie kulą, rzut dyskiem, rzut oszczepem, skok wzwyż, pięciobój czy skok w dal z miejsca.
Startowała w Światowych Igrzyskach Kobiet (m.in. 6. lokata w pchnięciu kulą oburącz w 1922 oraz 5. lokata w rzucie dyskiem oburącz w 1926).
Wielokrotna reprezentantka kraju w meczach międzypaństwowych (w różnych konkurencjach).
Dziewięciokrotna mistrzyni Wielkiej Brytanii (1923, 1924, 1926 i 1927 w pchnięciu kulą oraz 1924–1928 w rzucie dyskiem).
Rekordzistka kraju w pchnięciu kulą (9,20 – 15 sierpnia 1927, Bruksela) oraz w rzucie dyskiem (31,51 – 7 sierpnia 1926, Londyn).
Miała siedmioro rodzeństwa. W 1932 wyszła za mąż za Jacka Millichapa (byłego lekkoatletę). Rok później urodziła syna Donalda. Po zakończeniu kariery sportowej pozostała przy lekkoatletyce (jako nauczycielka, sędzia i działaczka).